# Hydroides elegans
Hydroides elegans is een borstelworm uit de familie van de kalkkokerwormen (Serpulidae). Het is een invasieve soort die in havens aangroeit, in tegenstelling tot de Noorse kalkkokerworm (H. norvegica) waarmee hij soms wordt verward. Hydroides elegans werd in 1883 voor het eerst wetenschappelijk beschreven door  William A. Haswell.

## Beschrijving
Het lichaam van de worm bestaat uit een kop, een cilindrisch, gesegmenteerd lichaam en een staartstukje. De kop bestaat uit een prostomium (gedeelte voor de mondopening) en een peristomium (gedeelte rond de mond) en draagt gepaarde aanhangsels (palpen, antennen en cirri).

## Verspreiding
Hydroides elegans werd oorspronkelijk beschreven vanuit Sydney, Australië en is nu wijdverspreid over de hele wereld. De oorsprong is onbekend, maar wordt verondersteld ergens in de Indo-Pacific te zijn. Het wordt beschouwd als geïntroduceerd aan beide zijden van de Atlantische Oceaan, de Middellandse Zee, de noordoostelijke Stille Oceaan (Californië-Mexico), Hawaï, Japan, Rusland en Nieuw-Zeeland. Net als andere kalkkokerwormen scheidt het een kalkhoudende buis af op harde oppervlakken zoals rotsen, koralen, mangroven, schelpen, palen, drijvers en scheepsrompen. Het is een overvloedig aangroeiend organisme in veel warmwaterhavens, vestigt zich op maritieme structuren en concurreert mogelijk met andere aangroeiende soorten. In sommige gebieden van het geïntroduceerde verspreidingsgebied verstoort het de vestiging van oesters en veroorzaakt het grote sterfte.